# Dicamptodon ensatus
Dicamptodon ensatus é uma espécie de anfíbio caudado pertencente à família Dicamptodontidae. Endêmica no oeste da América do Norte, em Idaho, Califórnia, Oregon e Washington.